# おてもやん (宝塚歌劇)
おてもやんは宝塚歌劇団の作品。

## 雪組　宝塚大劇場公演
形式名は「ミュージカル・コメディ」。8場。
併演は『世界はひとつ』
1967年4月28日から5月31日まで公演があった。

### ストーリー
百姓娘のおてもやんは11人の弟妹を養う働き者だが、幕末の不穏な空気は熊本にも影を落としていた。佐幕派に追われる肥後動王党の新太郎を匿ったことから二人に恋が芽生えるのだが、身分の違いがおてもやんに恋を諦めさせるのだった。

### スタッフ
- 作・演出：大関弘政[2]
- 作曲：中井光晴[2]
- 編曲：河崎恒夫[2]
- 音楽指揮：野村陽児[2]
- 振付：渡辺武雄[2]
- 衣装：黒田利邦[2]、中川菊枝[2]
- 照明：山本重信[2]
- 小道具：生島道正[2]
- 効果：東信行[2]

### 主な出演者
- 久太郎：大路三千緒[1]
- お遊：三鷹恵子[1]
- 五兵衛：松乃美登里[1]
- 新太郎：真帆志ぶき[1]
- おてもやん：竹里早代[1]
- 銀二：岸香織[1]
- 勘太：汀夏子[1]

## 雪組 新宿コマ劇場公演
公演期間は1968年5月3日から28日まで。
主なスタッフに大関弘政がいる。
併演は『ブロードウェイ狂想曲』（主なスタッフに小原弘稔）。

## 雪組 宝塚・東京以外の公演
公演地は佐賀、宮崎、津久島、本渡、松本、高知。
公演期間は1969年11月9日から11月22日まで。
主なスタッフに大関弘政がいる。
併演は『ラブ・ラブ・ラブ』（主なスタッフに鴨川清作）。